# プブリウス・リキニウス・クラッスス・ディウェス
プブリウス・リキニウス・クラッスス・ディウェス（ラテン語: Publius Licinius Crassus Dives、紀元前238年頃 - 紀元前183年）は紀元前3世紀後期から紀元前2世紀前半の共和政ローマの政治家・軍人。紀元前205年に執政官（コンスル）、紀元前 212年から紀元前183年まで最高神祇官（ポンティフェクス・マクシムス）を務めた。

## 出自
ディウェスはプレブス（平民）であるリキニウス氏族の出身である。リキニウス氏族共和政初期から護民官を輩出してきたが、ガイウス・リキニウス・ストロがリキニウス・セクスティウス法を制定してプレブスにも執政官への道を開き、自身も紀元前364年には執政官に就任している。しかし、その後しばらくは氏族出身の執政官はおらず、次の執政官は紀元前236年のガイウス・リキニウス・ウァルスであった。ウァルスの父のプブリウスが第一次ポエニ戦争で活躍したものと思われる。
ディウェスはこの「第二世代」リキニウス氏族としては二人目の執政官であるが、ウァルスとの関係は不明である（叔父の可能性）。ディウェスの父プブリウスはクラッスス（太った人）のアグノーメン（添え名）をつけられ、その後彼の子孫のコグノーメン（第三名、家族名）となった。また後に「ディウェス」のアグノーメンを得るが、これは「金持ち」という意味で、彼の有した資産が彼の経歴を有利にしたと思われる。
ディウェスにはガイウスという弟があり、その息子が紀元前171年の執政官プブリウス・リキニウス・クラッススと紀元前168年の執政官ガイウス・リキニウス・クラッススである。
また、同名の息子がいたが、その経歴に関しては不明である。

## 経歴
ディウェスは紀元前183年に死去しているが、プルタルコスはリキニウス・クラッスス家で60歳を越えたものはいないとしている ことから、現代の研究者はディウェスが生まれたのは紀元前243年以降、おそらくは紀元前238年頃と考えている。紀元前216年までには、ディウェスは神祇官（ポンティフェクス）に就任していたが、多くの神祇官が第二次ポエニ戦争の戦闘で死亡したため、短期間に古参メンバーの一人となった。

### ポンティフェクス・マクシムス
紀元前213年に最高神祇官（ポンティフェクス・マクシムス）ルキウス・コルネリウス・レントゥルス・カウディヌスが死去したために、その後任者の選挙が行われることとなった。立候補者にはディウェスの他、クィントゥス・フルウィウス・フラックス、ティトゥス・マンリウス・トルクァトゥスがいたが、両者共に執政官を複数回、さらには監察官（ケンソル）も務めた経験がある長老であった。しかし、予想に反して当選したのはディウェスであった。このとき彼は上級按察官（アエディリス・クルリス）に立候補しようとしていたところだったという。

### ケンソル
第二次ポエニ戦争中には、執政官が外征してローマに不在の場合が多く、選挙のために独裁官（ディクタトル）が置かれることがしばしばあったが、紀元前210年にはクィントゥス・フルウィウス・フラックスが独裁官に任じられ、マギステル・エクィトゥムにはディウェスが指名された。
さらにディウェスは監察官にも就任したが、同僚のルキウス・ウェトゥリウス・ピロが就任直後に死亡したため、元老院議員名簿の改定も完了していなかったが、慣例に従ってディウェスも辞任した。両監察官の唯一の実績は、戦利品に関する不正で有罪となっていた元執政官マルクス・リウィウス・サリナトルを元老院に復帰させたことであった。

### プラエトル
紀元前208年、ディウェスは法務官（プラエトル）に就任した。同僚法務官はいとこのガイウス・リキニウス・ウァルスであった。最高神祇官のディウェスはローマを離れることができなかったため、外国人係法務官（プラエトル・ペレグリヌス）となった。ディウェスは、過去の伝統に照らしてユピテル神殿の神官であるガイウス・ウァレリウス・フラックスを神官職に専念させ、元老院で活動することを阻止したことが知られている。

### コンスル
紀元前205年、ディウェスは執政官に就任する。同僚執政官はプブリウス・コルネリウス・スキピオ（後のアフリカヌス、大スキピオ）であった。スキピオはイベリア半島でいくつもの勝利をあげてローマに戻ったばかりで、カルタゴへの最終的な勝利のために、その本拠があるアフリカへの上陸を計画していた。一方、ディウェスはイタリアを離れることができなかったため、くじ引きを行うことなく、ハンニバルが活動していた南イタリアのブルティウム（現在のカラブリア州）を担当することとなった。しかし、この年には両軍ともに疫病に苦しみ、ブルティウムでの戦闘は発生しなかった。年末になってもディウェスはブルティウムを離れることができず、クィントゥス・カエキリウス・メテッルスが選挙管理のための独裁官に選ばれた。

### プロコンスル
ディウェスのブルティウムにおけるインペリウム（軍事指揮権）は翌紀元前204年にも延長された。執政官プブリウス・センプロニウス・トゥディタヌスが合流すると、ディウェスはクロトン（現在はクロトーネ）のハンニバルを攻撃し、撤退させることに成功した。ティトゥス・リウィウスは、カルタゴ軍は完敗し、4,000以上が戦死したとする。しかし、現代の歴史家はこれに懐疑的であり、もし完璧な勝利を収めたのであれば、ローマ軍はカルタゴ軍を追撃したはずだとしている。

### その後
紀元前203年の初めに、ディウェスはローマに戻った。カルタゴとの戦争はアフリカに移っていたが、ディウェスはこれには参加しなかった。その後の20年間に関しては、最高神祇官としての活動がいくつか分かっているのみである。紀元前200年には、第二次マケドニア戦争に先立ち、どのうような誓いを立てるかを演説している。紀元前194年には「聖なる春」の儀式を行い、紀元前189年には法務官クィントゥス・ファビウス・ピクトルがクゥイリーヌスの神官であることを理由にサルディニアへ赴任することを拒否している。紀元前183年の初め、ディウェスは死去した。彼の追憶のために、異例に壮麗な競技会が行われ、全ての出席者に無料の食物が振舞われた。

## 評価
ディウェスは、プレブス出身としては三人目の最高神祇官である（他の二人はティベリウス・コルンカニウスとルキウス・カエキリウス・メテッルス）。彼はこの職をおよそ30年間務めたが、これは誰よりも長かった。ディウェスの人格に関しては、キケロがディウェスと同時代人である大カトの、キケロの同時代人であったルキウス・リキニウス・クラッススの口を介して、高く評価している。

## 参考資料

### 古代の資料
- ティトゥス・リウィウス『ローマ建国史』
- プルタルコス『対比列伝』
- マルクス・トゥッリウス・キケロ『老齢について』『弁論家について』

### 研究書
- Rodionov E. "Punic Wars" - St. Petersburg. : SPbGU, 2005. - 626 p. - ISBN 5-288-03650-0 .
- Broughton R. "Magistrates of the Roman Republic" - New York, 1951. - Vol. I. - P. 600.
- Münzer F. "Licinius" // Paulys Realencyclopädie der classischen Altertumswissenschaft . - 1926. - Bd. XIII, 1. - Kol. 214-215.
- Münzer F. "Licinius 50ff" // Paulys Realencyclopädie der classischen Altertumswissenschaft . - 1926. - Bd. XIII, 1. - Kol. 245-250.
- Münzer F. "Licinius 69" // Paulys Realencyclopädie der classischen Altertumswissenschaft . - 1926. - Bd. XIII, 1. - Kol. 331-333.